# ميخائيل برادلي (موسيقي)
ميخائيل برادلي (بالإنجليزية: Michael Bradley)‏ هو موسيقي بريطاني، ولد في 13 أغسطس 1959 في ديري في أيرلندا الشمالية.

## وصلات خارجية
- ميخائيل برادلي على موقع ميوزك برينز (الإنجليزية)
- ميخائيل برادلي على موقع ديسكوغز (الإنجليزية)